# Hôn ước

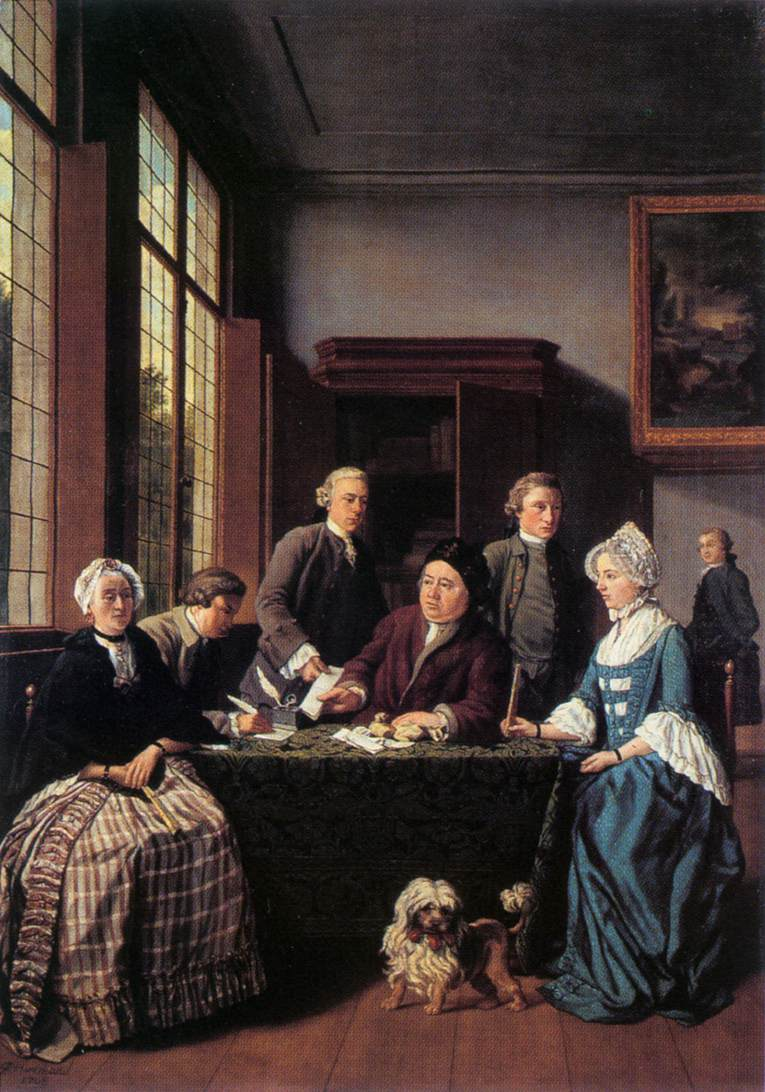
Họa phẩm về một cảnh lập hôn ước

Hôn ước là những thỏa thuận, giao ước tiền hôn nhân do vợ chồng thống nhất lập trước khi ký hôn thú cũng như những giao ước, hứa gả giữa hai gia đình. Đây là chế độ tài sản ước định, còn gọi là thỏa thuận tiền hôn nhân về tài sản. Về mặt pháp lý, những thỏa thuận hôn ước ngày nay có phạm vi nội dung rất rộng nhưng nhìn chung phần lớn chủ yếu đề cập phân chia tài sản khi ly hôn và pháp luật mỗi nước quy định quá trình lập cũng như công nhận hôn ước không giống nhau.

## Quan điểm
Về hôn ước (về nội dung thỏa thuận tài sản) vẫn còn hai luồng quan điểm đánh giá khác nhau, quan điểm thứ nhất cho rằng, hôn ước có thể giết chết sự lãng mạn vợ chồng, đối với các cặp đôi thật sự yêu thương nhau, hôn nhân là để gắn bó, chia sẻ mọi thứ quý giá như cuộc sống, thân thể, con cái... chứ không chỉ đơn thuần là tiền bạc. Mặt khác, nếu hai người vô tư đến với nhau không nghĩ ngợi đến hôn ước thì nhiều khả năng cuộc hôn nhân sẽ hạnh phúc và lâu bền hơn.
Tuy nhiên ý kiến khác cho rằng hôn ước hạn chế ly hôn vì nó giúp các cặp vợ chồng vượt qua bất đồng về tài chính ngay từ đầu, việc đặt vấn đề về nói chuyện tiền bạc trước hôn nhân không phải dễ nhưng lại giúp tránh được rắc rối về sau, đồng thời giúp hạn chế các tổn thương về tài chính và cả cảm xúc mà một cuộc ly hôn (nếu buộc phải xảy ra) mang lại. Nhiều khuyến cáo cho rằng những người có tài sản lớn và lập gia đình lần hai trở đi nên lập hôn ước và một người cần cân nhắc lập hôn ước trước khi kết hôn nếu sở hữu một cơ sở kinh doanh, bất động sản, dự đoán sẽ có một khoản thừa kế trong tương lai, thu nhập cao hơn nhiều so với người kia, có con từ các cuộc hôn nhân trước, có cha mẹ già phải nuôi dưỡng...
Và một quan điểm cho rằng cho rằng việc lập hôn ước trước hôn nhân là cách ứng xử công bằng và tiến bộ. Nó trợ giúp kế hoạch dự trù tài sản riêng hay tài sản chung trong hôn nhân, giúp giảm thiểu xung đột và tiết kiệm án phí tranh tụng trong trường hợp ly hôn... đồng thời, việc lập hôn ước có thể củng cố vững chắc quan hệ vợ chồng, bởi nếu hiểu rõ ràng ý kiến của nhau về tiền bạc, tài sản sẽ giúp cuộc hôn nhân lâu bền hơn. Bên cạnh đó, việc thỏa thuận tài sản trước khi kết hôn còn bảo đảm cho một cam kết hôn nhân thực sự chứ không vụ lợi và làm giảm tranh chấp khi ly hôn.

## Trên thế giới
Tại Úc, hôn ước có tên gọi khác nữa là thỏa thuận Tài chính và được công nhận trong Luật và vì các nội dung đề cập đơn thuần về tài chính, xử lý tài sản riêng mỗi người trước và trong hôn nhân khi ly hôn, cấp dưỡng vợ/chồng trong hôn nhân và sau ly hôn;... Và theo quy định của Luật thì vợ chồng có thể hủy bỏ hôn ước và thay thế bằng một thỏa thuận tài chính mới hai bên thống nhất lập khi ly hôn.
Tại Ấn Độ Hôn ước theo quy định của Pháp luật Ấn Độ có nội dung chủ yếu đề cập phân chia tài sản khi ly hôn, xác định tài sản mỗi cá nhân trước hôn nhân và về cơ sở pháp lý thì nó thuộc Luật Hợp đồng và tính pháp lý được đánh giá ngang bằng các dạng hợp đồng khác.. Hôn ước hợp lệ do tòa án lập trước sự chứng kiến của vợ chồng, hôn ước vợ chồng tự lập không được công nhận hiệu lực.
Tại Châu Âu, nhiều nước như Pháp, Bỉ, Hà Lan, Đức, Ba Lan, Thụy Sĩ, Thụy Điển, Đan Mạch, Na Uy, Phần Lan có Hôn ước từ lâu được công nhận, quy định này giúp vợ hay chồng bảo vệ phần tài sản trước hôn nhân của mình mà không muốn chia sẻ hay dùng để trả nợ nần cho người kia trong quá trình hôn nhân.
Ở Nam Phi, tài sản của hai vợ chồng được mặc định là chia đều cho hai bên sau ly hôn. Nếu muốn thay đổi điều này, vợ chồng phải ghi rõ mong muốn trong hôn ước.
Tại Thái Lan hôn ước hợp lệ phải được lập (bằng bản viết) cùng ngày ký hôn thú, trong hôn ước, các bên phải khai hết toàn bộ tài sản mình sở hữu cũng như mọi nợ nần đang gánh, quyền của từng bên đối với tài sản của mình và tài sản bên kia. Khi thực hiện thủ tục ký hôn ước thì mỗi bên có sự trợ giúp của một luật sư người Thái (trong trường hợp người nước ngoài lập gia đình với một công dân Thái cần phải thuê một luật sư người Thái nhưng hiểu rõ luật pháp nước mình để tư vấn) và có hai nhân chứng, hồ sơ hôn ước được lưu một bản tại nơi đăng ký kết hôn.
Tại Mỹ, nội dung chủ yếu trong các hôn ước là về tài sản, đặc biệt không được đề cập đến các vấn đề liên quan đến con cái do các vấn đề này phải được tòa quyết định dựa vào quyền lợi tốt nhất cho con, thực trạng ở Mỹ thì giành quyền nuôi con là cuộc chiến căng thẳng nhất của các cặp đôi sau ly hôn chứ không phải tranh chấp tài sản, dẫn đến tranh cãi rằng nên cho các cặp đôi đưa các vấn đề liên quan đến con cái vào hôn ước để tránh thực trạng này. Nước Mỹ trước đây không công nhận hôn ước vì cho rằng nó hủy hoại hôn nhân nhưng đến năm 1983, có 26 bang công nhận hôn ước và đến nay nó đã được công nhận trên toàn nước Mỹ.
Ở Việt Nam, hiện nay không có quy định pháp lý cụ thể về hôn ước, Luật Hôn nhân và Gia đình nước này chỉ quy định chung cho tất cả các cặp vợ chồng về căn cứ xác định tài sản chung, riêng; về phân chia tài sản của vợ chồng khi ly hôn... và Luật Dân sự thì quy định Luật định mỗi cá nhân có quyền chiếm hữu, sử dụng, định đoạt tài sản thuộc sở hữu của mình, miễn sao không xâm hại lợi ích người khác, không trái thuần phong mỹ tục. Mặt khác ở Việt Nam Tâm lý của người Việt còn nặng về tình cảm nên người ta không quen rạch ròi về tài sản trước khi kết hôn để rồi về chung sống với nhau nhiều khi mâu thuẫn lại phát sinh từ chính chỗ không rõ ràng này do đó có quan điểm nên rõ ràng ngay từ đầu để tình cảm được bền lâu.